# ФК «Красная Пресня» в сезоне 1923
Сезон 1923 года стал для ФК «Красная Пресня» Москва вторым в своей истории. В нём команда приняла участие в весеннем и осеннем чемпионате Москвы и в Кубке Тосмена.

## Команда

### Первый состав
| № | Игрок               | Гражданство | Дата рождения   | Бывший клуб          |
| - | ------------------- | ----------- | --------------- | -------------------- |
| ? | Иван Артемьев       | Флаг СССР   | 7 августа 1895  | КФС (Москва)         |
| ? | Станислав Леута     | Флаг СССР   | 20 января 1903  | РГО (Москва)         |
| ? | Пётр Артемьев       | Флаг СССР   | 30 июня 1901    | Новогиреево (Москва) |
| ? | Пётр Исаков         | Флаг СССР   | июль 1900       | ЗКС (Москва)         |
| ? | Анатолий Канунников | Флаг СССР   | неизвестно      | неизвестно           |
| ? | Павел Канунников    | Флаг СССР   | 21 мая 1898     | Сейм (Курск)         |
| ? | Алексей Козлов      | Флаг СССР   | неизвестно      | РГО (Москва)         |
| ? | Дмитрий Маслов      | Флаг СССР   | 19 октября 1901 | РГО (Москва)         |
| ? | Иван Мошаров        | Флаг СССР   | неизвестно      | РГО (Москва)         |
| ? | Виктор Прокофьев    | Флаг СССР   | неизвестно      | СКЗ (Москва)         |
| ? | Николай Старостин   | Флаг СССР   | 13 февраля 1902 | РГО (Москва)         |
| ? | Татарников П. М.    | Флаг СССР   | неизвестно      | СКЗ (Москва)         |
| ? | Павел Тикстон       | Флаг СССР   | неизвестно      | КФС (Москва)         |
| ? | Владимир Хайдин     | Флаг СССР   | 27 октября 1902 | РГО (Москва)         |

* Представлены игроки выступление которых подтверждены.

### Второй состав
| № | Игрок              | Гражданство | Дата рождения   | Бывший клуб  |
| - | ------------------ | ----------- | --------------- | ------------ |
| ? | Николай Байков     | Флаг СССР   | 18 декабря 1903 | неизвестно   |
| ? | Георгий Виноградов | Флаг СССР   | неизвестно      | РГО (Москва) |
| ? | Ермаков К.         | Флаг СССР   | неизвестно      | неизвестно   |
| ? | Козлов А.          | Флаг СССР   | неизвестно      | РГО (Москва) |
| ? | Станислав Мизгер   | Флаг СССР   | 1906            | КФС (Москва) |
| ? | Николай Михеев     | Флаг СССР   | неизвестно      | РГО (Москва) |
| ? | Василий Рудь       | Флаг СССР   | неизвестно      | РГО (Москва) |
| ? | Щербаков           | Флаг СССР   | неизвестно      | неизвестно   |

* Представлены игроки выступление которых подтверждены.

### Третий состав
| № | Игрок               | Гражданство | Дата рождения  | Бывший клуб  |
| - | ------------------- | ----------- | -------------- | ------------ |
| ? | Сергей Егоров       | Флаг СССР   | 18 июня 1902   | неизвестно   |
| ? | Жаров В.            | Флаг СССР   | неизвестно     | неизвестно   |
| ? | Заикин В.           | Флаг СССР   | неизвестно     | неизвестно   |
| ? | Алексей Козлов      | Флаг СССР   | неизвестно     | неизвестно   |
| ? | Пётр Мидлер         | Флаг СССР   | 9 апреля 1906  | неизвестно   |
| ? | Мошаров             | Флаг СССР   | неизвестно     | неизвестно   |
| ? | Александр Поляков   | Флаг СССР   | неизвестно     | неизвестно   |
| ? | Александр Старостин | Флаг СССР   | 9 августа 1903 | РГО (Москва) |
| ? | Чернов Б.           | Флаг СССР   | неизвестно     | неизвестно   |
| ? | Шумов И.            | Флаг СССР   | неизвестно     | неизвестно   |
| ? | Шумов М.            | Флаг СССР   | неизвестно     | неизвестно   |

* Представлены игроки выступление которых подтверждены.

### Младший состав
| № | Игрок           | Гражданство | Дата рождения | Бывший клуб   |
| - | --------------- | ----------- | ------------- | ------------- |
| ? | Лапин           | Флаг СССР   | неизвестно    | неизвестно    |
| ? | Павел Лауденбах | Флаг СССР   | неизвестно    | ОЛЛС (Москва) |
| ? | Иван Филиппов   | Флаг СССР   | неизвестно    | неизвестно    |
| ? | Щербаков        | Флаг СССР   | неизвестно    | неизвестно    |

* Представлены игроки выступление которых подтверждены.

### Другие игроки
Из-за отсутствия достоверных источников информации, выступление в данном сезоне, некоторых игроков не подтверждено или неизвестно за какую команд клуба выступал данный игрок. К таким игрокам можно отнести:  Владимира Горохова ,  Зыдышкина ,  Николая Канунникова ,  Сергея Руднева ,  Прокофия Соколова .
Из воспоминаний, одного из основателей клуба, Николая Старостина известно, что в 1920-х и 1930-х годах за клуб выступали братья: Мошаровы (Иван, Павел, Фёдор и Александр), Козловы (Борис, Александр, Виктор и Григорий Ивановичи), Козловы (Александр и Алексей Васильевичи), Козловы (Алексей и Василий Ивановичи), Виноградовы (Виктор, Александр и Андрей), Гудовы (Филипп, Николай и Сергей) и Степановы (Николай, Сергей, Борис и Владимир).

## Чемпионат Москвы 1923 (весна)

### I команды
| 17 июня 1923 1/4 финала, Приз «Красного стадиона»                                 | Красная Пресня (Москва)                           | 3:2 (2:1) | Динамо (Москва)              | Москва                                                           |
|                                                                                   | П. Канунников · Исаков · П. Канунников 83′ (пен.) |           | В. Житарев 11′ · Н. Троицкий | Стадион: Международный Красный стадион Судья: К.Квашнин (Москва) |
| Красная Пресня: ... И. Артемьев, Исаков, П. Канунников, Маслов, Н. Старостин, ... |                                                   |           |                              |                                                                  |

| 24 июня 1923 1/2 финала | Красная Пресня (Москва) | 5:1 (3:0) | МСПО (Москва) | Москва |

| 1 июля 1923 Финал | Красная Пресня (Москва) | 2:0 (1:0) | Яхт-клуб Райкомвода (Москва) | Москва |

### II команды
| 17 июня 1923 1/4 финала | Красная Пресня-II (Москва) | 4:1 (?:?) | Динамо-II (Москва) | Москва |

| 24 июня 1923 1/2 финала | Красная Пресня-II (Москва) | 2:1 (2:0) | Моссовет-II (Москва) | Москва |

| 1 июля 1923 Финал | Красная Пресня-II (Москва) | 2:3 (?:?) | Яхт-клуб Райкомвода (Москва) | Москва |

### III команды
| 17 июня 1923 1/4 финала | Красная Пресня-III (Москва) | 5:2 (?:?) | Динамо-III (Москва) | Москва |

| 24 июня 1923 1/2 финала | Красная Пресня-III (Москва) | 0:3 (0:?) | Моссовет-III (Москва) | Москва |

### IV команды
| 17 июня 1923 1/4 финала | Красная Пресня-IV (Москва) | 4:1 (?:?) | Динамо-IV (Москва) | Москва |

| 24 июня 1923 1/2 финала | Красная Пресня-IV (Москва) | 0:3 (0:?) | Моссовет-IV (Москва) | Москва |

## Турнир победителей групп Чемпионата Москвы

### Финал
| 8 июля 1923 | Красная Пресня (Москва) | 5:0 (0:0) | АКС (Москва) | Москва |

## Чемпионат Москвы 1923 (осень)

### I команды

#### Результаты
| 12 августа 1923 1 тур | Красная Пресня (Москва) | 2:3 (?:?) | Русскабель (Москва) | Москва |

| 15 августа 1923 2 тур | Красная Пресня (Москва) | 1:1 (?:?) | Моссовет (Москва) | Москва |

| 19 августа 1923 3 тур | Красная Пресня (Москва) | 0:5 (?:?) | ЦКФК Красное Орехово (Орехово-Зуево) | Москва |

| 26 августа 1923 4 тур | Русскабель (Москва) | 2:1 (?:?) | Красная Пресня (Москва) | Москва |

| до 4 октября 1923 5 тур | Красная Пресня (Москва) | 2:0 (?:?) | Моссовет (Москва) | Москва |

| 7 октября 1923 6 тур | ЦКФК Красное Орехово (Орехово-Зуево) | 2:1 (?:?) | Красная Пресня (Москва) | Орехово-Зуево |

* Нумерация туров, из-за переносов матчей, может отличаться от действительной.

#### Итоговая таблица
| М | Клуб                                 | И | В | Н | П | М     | О |
| - | ------------------------------------ | - | - | - | - | ----- | - |
| 1 | ЦКФК Красное Орехово (Орехово-Зуево) | 6 | 4 | 1 | 1 | 18-9  | 9 |
| 2 | Моссовет (Москва)                    | 6 | 3 | 1 | 2 | 12-11 | 7 |
| 3 | Русскабель (Москва)                  | 6 | 2 | 1 | 3 | 10-14 | 5 |
| 4 | Красная Пресня (Москва)              | 6 | 1 | 1 | 4 | 7-13  | 3 |

### II команды
| 21 октября 1923 1/4 финала | Красная Пресня-II (Москва) | 1:1 (?:?) | Яхт-клуб Райкомвода-II (Москва) | Москва |

| Октябрь 1923 1/4 финала переигровка | Красная Пресня-II (Москва) | 2:1 (?:?) | Яхт-клуб Райкомвода-II (Москва) | Москва |

| 28 октября 1923 1/2 финала | Красная Пресня-II (Москва) | 9:2 (?:?) | Образцовая типография-II (Москва) | Москва |

| 4 ноября 1923 Финал | ОППВ-II (Москва) | 1:0 (?:0) | Красная Пресня-II (Москва) | Москва |

## Кубок Чемпионов двух Столиц 1923 (Кубок Тосмена)
| 22 июля 1923 | Коломяги (Петроград)                       | 3:1 (1:1) | Красная Пресня (Москва) | Петроград                          |
| | Н. Никонов · Б. Карнеев 72′ · Ф. Рябов 85′ |           | ?                       | Стадион: «Коломяги» Зрителей: 4000 |
| Красная Пресня (Москва): Козлов, Тикстон, Хайдин, И. Мошаров, И. Артемьев, А. Каннуников, Леута, Маслов, Исаков, П. Каннунико, П. Артемьев. |                                            |           |                         |                                    |

## Товарищеские матчи

### Главная команда
| 29 апреля 1923 | Красная Пресня (Москва) | 8:0 (?:0) | Благуша (Москва) | Москва |

| 6 мая 1923 | Красная Пресня (Москва) | 3:1 (?:?) | ЦОЗПФК (Орехово-Зуево) | Москва |

| 6 мая 1923 | Красная Пресня (Москва) | 10:2 (?:?) | Серп и Молот им. т. Астахова (Москва) | Москва |

| 17 мая 1923                                                      | Моссовет (Москва) | 1:3 (?:?) | Красная Пресня (Москва) | Москва |
| Красная Пресня: Младшие команды: II - 0:0 , III - 0:3, IV - 4:1. |                   |           |                         |        |

| 20 мая 1923 | ЦОЗПФК (Орехово-Зуево) | 2:2 (?:?) | Красная Пресня (Москва) | Орехово-Зуево |

| 27 мая 1923                                                     | МСПО (Москва) | 0:0 (0:0) | Красная Пресня (Москва) | Москва |
| Красная Пресня: Младшие команды: II - 2:2, III - 3:1, IV - 1:1. |               |           |                         |        |

| 28 мая 1923                                                             | Красная Пресня (Москва) | 4:0 (?:0) | Русскабель (Москва) | Москва |
| Красная Пресня: Младшие команды: II - 0:3, III - 5:1, IV - 5:3, V - 6:0 |                         |           |                     |        |

| 3 июня 1923                                           | Красная Пресня (Москва) | 2:0 (?:0) | Красные Хамовники (Москва) | Москва |
| Красная Пресня: Младшие команды: II - 3:0, III - 4:0. |                         |           |                            |        |

| 10 июня 1923                                          | Красная Пресня (Москва) | 3:2 (?:?) | МСПО (Москва) | Москва |
| Красная Пресня: Младшие команды: II - 4:3, III - 2:0. |                         |           |               |        |

| 23 июля 1923 | Сб. Петрограда | 5:0 (?:0) | Красная Пресня (Москва) | Петроград |

| 7 августа 1923 | Красная Пресня (Москва) | 0:3 (0:?) | Коломяги (Петроград) | Москва |

| 4 сентября 1923 | Красная Пресня (Москва) | 0:1 (0:?) | СФК (Коломна) | Москва |

| 21 октября 1923 | Красная Пресня (Москва) | 4:3 (?:?) | ОППВ-II (Москва) | Москва |

### Остальные команды
В этом разделе приведены результаты II команды (дублёров) и других, более младших команд. Матчи этих команд сыграны в дни игр главной команды.
| 29 апреля 1923 | Красная Пресня-II (Москва) | 6:1 (?:?) | Благуша-II (Москва) | Москва |

| 6 мая 1923 | Красная Пресня-II (Москва) | 3:1 (?:?) | Серп и Молот им. т. Астахова-II (Москва) | Москва |

| 20 мая 1923 | Красная Пресня-II (Москва) | 3:0 (?:0) | МКЛ (Москва) | Москва |

| 20 мая 1923 | Красная Пресня-III (Москва) | 4:0 (?:0) | МКЛ-II (Москва) | Москва |

| 29 июля 1923 | Спорт (Иваново) | 4:1 (?:?) | Красная Пресня-младшая (Москва) | Иваново |

| 30 июля 1923 | Клуб им. КИМа (Иваново) | 1:8 (?:?) | Красная Пресня-младшая (Москва) | Иваново |

| 31 июля 1923 | Спорт (Иваново) | 1:3 (?:?) | Красная Пресня-младшая (Москва) | Иваново |

| 16 сентября 1923 | СФК (Коломна) | 2:1 (?:?) | Красная Пресня-II (Москва) | Коломна |